# Mario Scelba
Mario Scelba (n. 5 septembrie 1901, Caltagirone, Sicilia, Regatul Italiei – d. 29 octombrie 1991, Roma, Italia) a fost un politician italian.